# Olhopil, Ielaneț
Olhopil (în ucraineană Ольгопіль) este o comună în raionul Ielaneț, regiunea Mîkolaiiv, Ucraina, formată numai din satul de reședință.

## Demografie
Componența lingvistică a comunei Olhopil
     Ucraineană (98,48%)
     Rusă (1,07%)
     Alte limbi (0,46%)
Conform recensământului din 2001, majoritatea populației comunei Olhopil era vorbitoare de ucraineană (98,48%), existând în minoritate și vorbitori de rusă (1,07%).